# Stefan Santos
Stefan Santos (3 de noviembre de 1976) es un deportista sueco que compitió en taekwondo. Ganó una medalla de oro en el Campeonato Europeo de Taekwondo de 1998, en la categoría de –62 kg.

## Palmarés internacional
| Campeonato Europeo | Campeonato Europeo       | Campeonato Europeo | Campeonato Europeo |
| Año                | Lugar                    | Medalla            | Categoría          |
| ------------------ | ------------------------ | ------------------ | ------------------ |
| 1998               | Eindhoven (Países Bajos) | Medalla de oro     | –62 kg             |